# Hutník (Antonín Ivanský)
Hutník (nazývaný také Slévač) je pískovcová skulptura, která se nachází v exteriéru na Alšově náměstí v Ostravě-Porubě v Moravskoslezském kraji. Autorem je Antonín Ivanský (1910–2000). Socha je součástí městské památkové zóny, avšak samotné dílo není zapsané v Ústředním seznamu kulturních památek České republiky.

## Historie díla

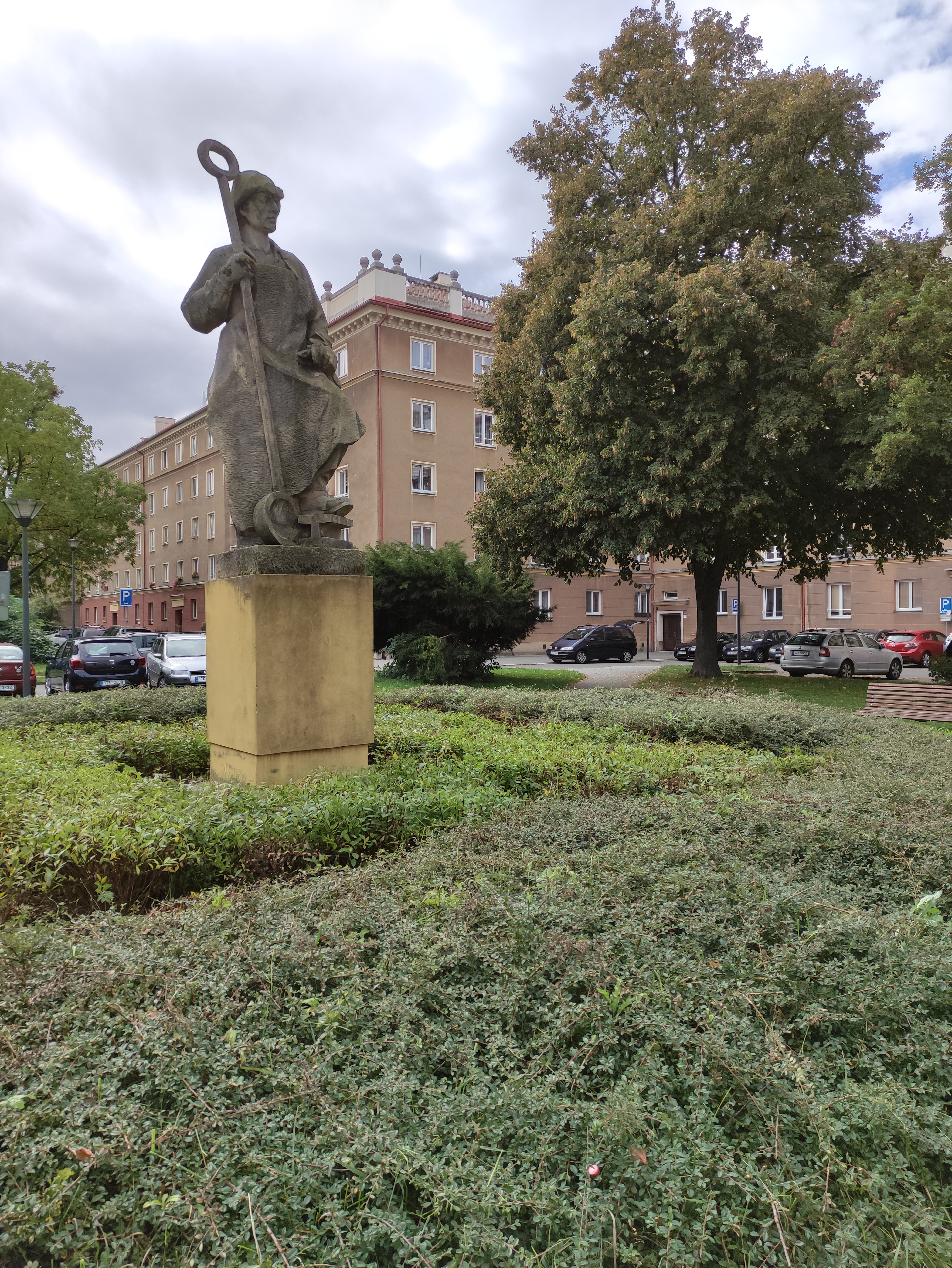

| Datace jednání v komisi | 1959 až 1962 |
| Datace realizace        | 1962         |
| Datace kolaudace        | 1962         |

## Popis díla
Ceněná socha je postavou hutníka s nářadím v nadživotní velikosti vytvořená ve stylu socialistického realismu. Vysekána byla z kvádru hořického pískovce o rozměrech cca 350×90 cm a umístěna na hranolový betonový sokl o rozměrech cca 100×180 cm, který stojí na betonovém základě o straně 220 cm. Socha se nachází uprostřed malého parčíku s orientací čelem do Alšova náměstí.[zdroj?]
Dílo tematicky navazuje na Horníka z roku 1952 (od stejného autora), instalovaného v roce 1960 u křižovatky Dělnické a Skautské ulice. Ideově jde o glorifikaci dělnické třídy, což se promítá i do formální stránky díla. Dělník v pracovním oděvu stojí v kontrapostu, levou nohou na ocelovém profilu průřezu I.[zdroj?]

## Revitalizace
V roce 2022 byla po 60 letech existence tohoto uměleckého díla zahájena jeho oprava s cílem odstranit prachové depozity a silné biologické napadení (na cca 80 % povrchu sochy), které urychlují degradaci materiálu vlivem snížené prodyšnosti kamene. Součástí prací je injektáž trhlin, doplnění plastických defektů a ošetření povrchu hydrofobizačním nátěrem.